# Senahú
Senahú est une ville du Guatemala dans le département d'Alta Verapaz.